# اچ‌ام‌اس کنت (۵۴)
اچ‌ام‌اس کنت (۵۴) (به انگلیسی: HMS Kent (54)) یک کشتی بود که طول آن ۶۳۰ فوت (۱۹۲٫۰ متر) بود. این کشتی در سال ۱۹۲۶ ساخته شد.